# Афінський акрополь
Афі́нський (Ате́нський) акро́поль — найвідоміший акрополь у світі, розташований у столиці Греції місті Афіни на пагорбі Акрополіс заввишки 156 м над рівнем моря. Афінський акрополь був офіційно проголошений провідною пам'яткою загальноєвропейської культурної спадщини 26 березня 2007 року. 20 червня 2009 року був офіційно відкритий Новий музей акрополя.

## Історія
Перше поселення тут виникло ще в епоху неоліту, вік його встановлено за знайденими керамічними уламками — приблизно 6-те тисячоліття до н. е. У золоту добу на вершині пагорбу стояв мікенський мегарон. У XIII столітті до н. е. на цьому ж місці також був зведений палац, а сам пагорб був укріплений стіною циклопічної кладки завширшки до 5 м, заввишки до 10 та загальною протяжністю 760 м. Грандіозність та надзвичайна надійність стіни, побудованої без використання будь-якого будівельного зв'язуючого розчину, пізніше приписуватиметься міфічним циклопам. В «Одіссеї» Гомер згадує Афінський акрополь як «чудово укріплений будинок Ерехтея» (Одіссея 7.81). Комплекс акрополя ще у мікенську добу передбачав спорудження глибокого колодязя, який би забезпечував містян водою, це набувало надзвичайного значення в період облоги міста.
Навіть у прадавні часи Акрополь вже був осередком політичного та військового життя, а також місцем постійного перебування правителя. Наприкінці 2-те тисячоліття до н. е. Акрополь набуває суто культового значення. Богиня Афіна, з одного боку, була покровителькою сил землі, родючості, народжуваності (Поліада), з іншого — вона войовнича захисниця міста і Діва (Паллада). Приблизно у X–VIII ст. до н. е. її культ відправляли у невеликому храмі на тій ділянці, де пізніше був побудований храм Ерехтейон. Згідно з давньогрецькими міфами, її дерев'яну статую скинув на землю Зевс, і вона впала на Акрополь. Мало що відомо про архітектурний ансамбль Афінського акрополя до початку періоду архаїки.

## Доба архаїки

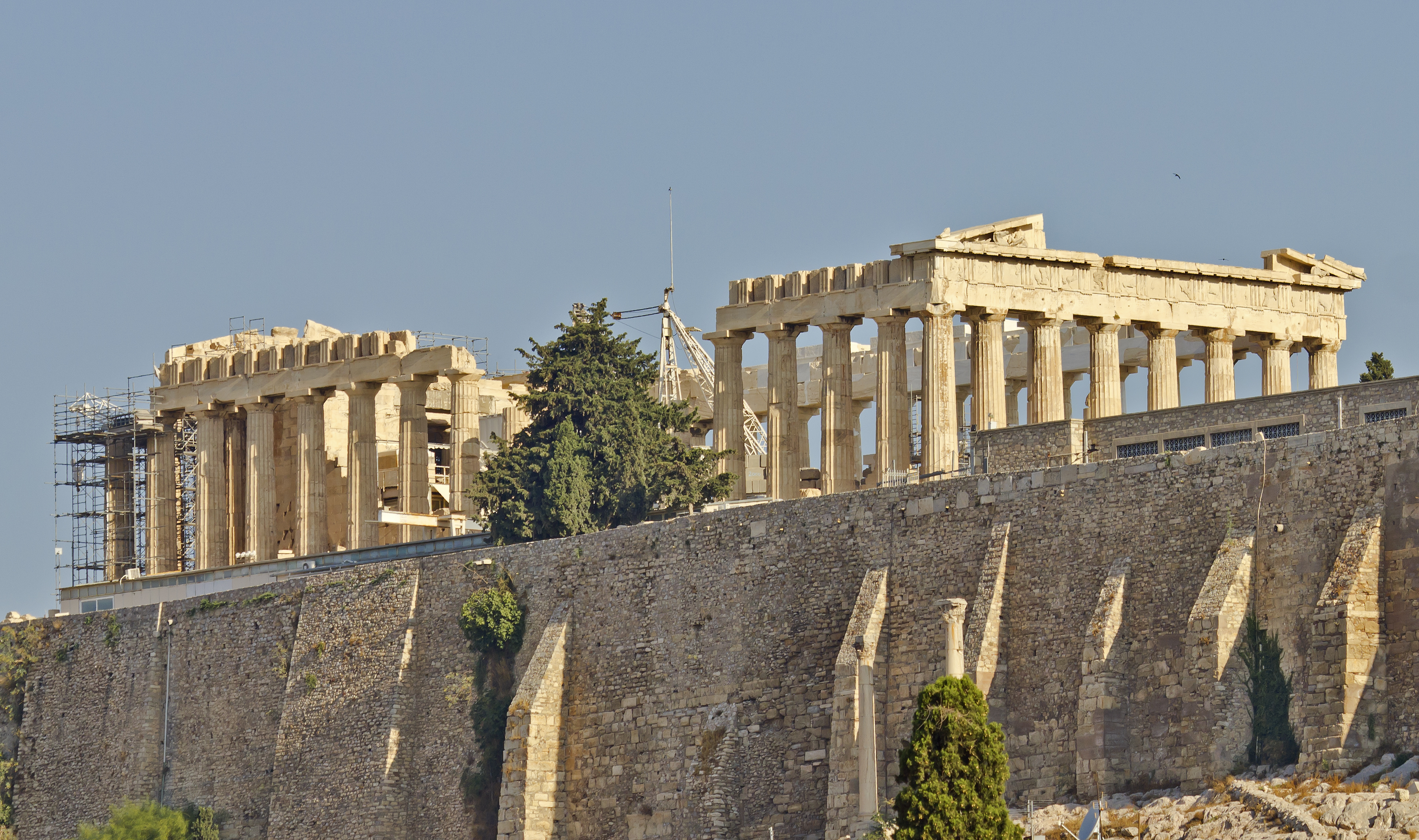
Парфенон

У VII–VI століттях до н. е. акрополь був захоплений Кілоном, за порадою дельфійського оракула, та двічі Пісістратом. Вже в середині VII століття до н. е. на Акрополі з'явився перший храм, присвячений Афіні, що замінив невеличке давнє капище, в якому також зберігалася міська скарбниця. Ця споруда також знана як храм «Синіх борід», через те що на його фронтоні були зображені фігури напівлюдей-напівзмій із бородами, пофарбованими у темно-синій колір. На початку VI століття до н. е. храм перебудовується: збільшуються розміри, виникає другий фронтон і навіть колонада. Близько 525 до н. е. храм був збудований наново, набувши мармурового фронтону, метоп та інших деталей оздоблення. Цей храм знаний як Архаїчний наос. Приблизно тоді ж на Акрополі з'являються перші мармурові статуї, серед них і Мосхофор близько 570 до н. е. Здебільшого ж статуї були зображеннями дівчат.
Після перемоги у Марафонській битві в 490 до н. е. було вирішено створити на Акрополі поруч з давнім храмом Поліади новий храм, присвячений Афіні Палладі. Пізніше його назвуть Старим Парфеноном. Цей храм був вужчим, ніж Парфенон, мав всього 6 колон. Задля його спорудження південна частина Акрополя була розчищена від залишків попередніх будівель, з району сучасного Пірею завезено близько 8 тисяч тонн вапняку. Фундамент подекуди сягав 11 м. Однак споруда так і не були завершена, 480 до н. е. перси захопили Афіни, розграбували та повністю зруйнували місто, включаючи усі святині Акрополя.
478 до н. е. афіняни повернулись у своє місто і для Акрополя розпочався етап відродження з руїни. Зведено південну стіну Акрополя, частково відновлено храм Поліади, весь акрополь розчищено. Уламки статуй, предметів культу були урочисто поховані у великій спеціально викопаній ямі тут же на акрополі. Це поховання «перського сміття» стало найзначнішим та найбагатшим ґрунтом для розкопок Афінського акрополя, що тривають і донині.

## Доба Перикла
Більшість значних споруд Акрополя були побудовані під керівництвом Перикла впродовж періоду Золотого століття Афін (460–430 до н. е.). Проголосивши об'єднання всього грецького світу під верховенством Великих Афін, Перикл 450 до н. е. розпочинає роботи зі створення ансамблю Афінського акрополя за єдиним планом:
- Парфенон (храм Афіни Діви) із хрисоелефантинною статуєю Афіни Парфенос — (447–438 до н. е.)
- Пропілеї — урочисті ворота, вхід на Акрополь (437–432 до н. е.)
- храм Ніки Аптерос (Безкрилої Перемоги) (між 449–420 до н. е.)
- храм Ерехтейон (421–406 до н. е.)
- колосальна бронзова статуя Афіни Промахос

Планування та побудова Акрополя виконувалася під керівництвом Фідія. За реконструкцію існуючих споруд та їх перебудову були відповідальними два великих афінських архітектори Іктін та Каллікрат. У V столітті до н. е. Акрополь набув свого остаточного вигляду. Після перемоги у битві при Евримедонті 468 до н. е. афінські архонти Кімон та Фемістокл наказують реконструювати південну та північну стіни, а Перикл доручив будівництво Парфенону Іктіну та Фідію.
У 437 до н. е. афінський архітектор Мнесікл розпочав будівництво Пропілей — монументальних воріт з колонами, для побудови яких використовували пентелійський мармур. Ця колонада була майже завершена 432 до н. е., мала два крила. Північне крило Пропілей займала картинна галерея — Пінакотека. Майже одночасно на південь від Пропілей розпочалось будівництво невеличкого храму Ніки Аптерос в іонічному ордері. Після перерви, викликаною Пелопонесською війною, храм був завершений під час Нікейського миру між 421 до н. е. та 415 р. до н. е. Розпочинається будівництво Ерехтейону, який поєднав культи Афіни Поліади, Посейдона, Ерехтея, Кекропа, Герси, Пандроси та Аглаври. Тоді ж було зведено і портик Каріатид.
Створюється колосальна бронзова статуя Афіни Промахос (Войовничої) (465–455 до н. е.) роботи славетного давньогрецького скульптора Фідія, встановлена на постаменті висотою півтора метри (загальна висота статуї становила 9 м) в центрі Акрополя. Афіна зображена в розкішному шоломі, зі списом та щитом, на якому була змальована сцена боротьба Кентавра із лапітами. Її було видно здалеку з моря, сонце виблискувало на золотих частинах — вістрі списа та шоломі. Скульптура Афіни Промахос вражала навіть сучасників своїми грандіозними розмірами.

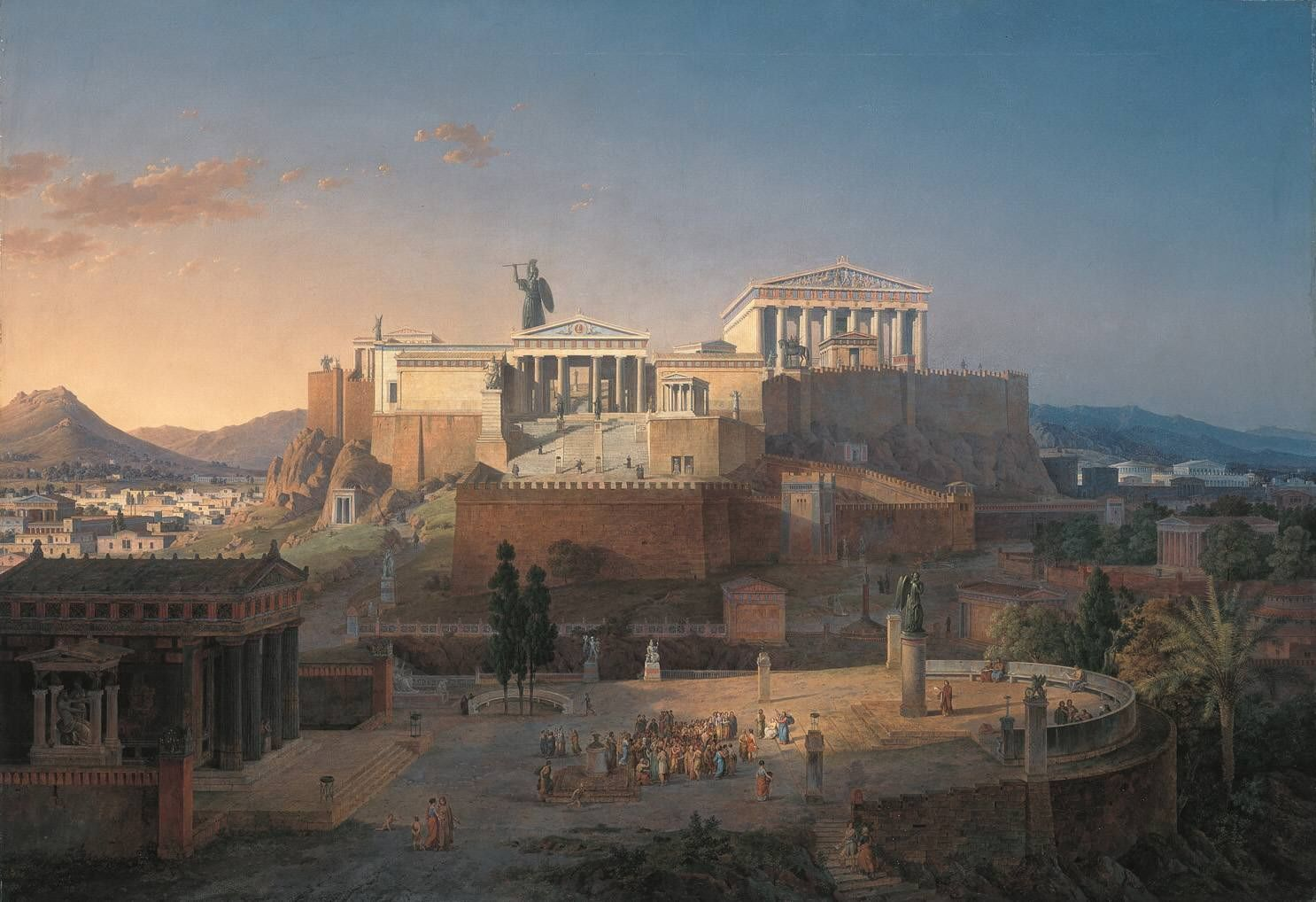
Афінський акрополь, реконструкція Лео фон Кленце
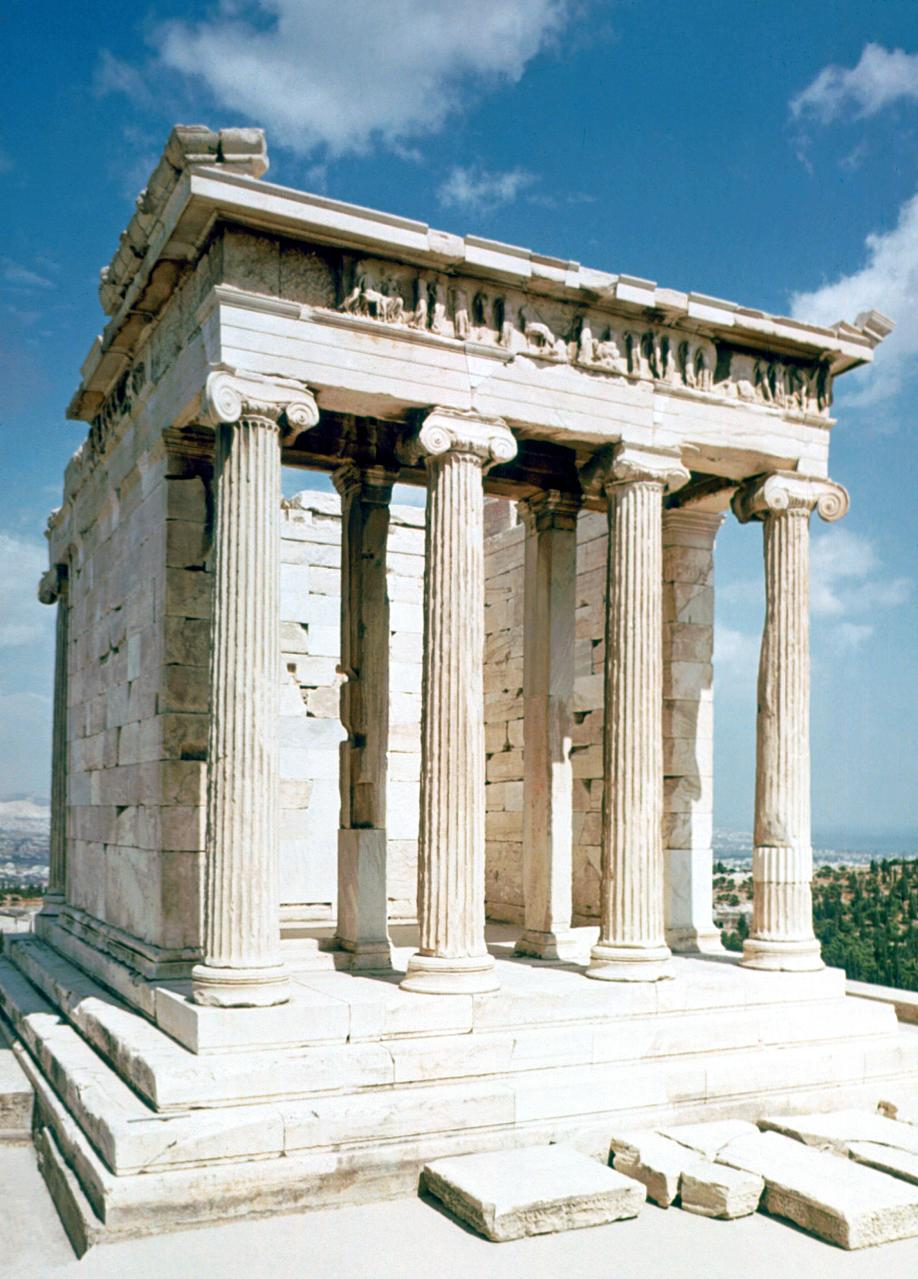
Храм Ніки Аптерос
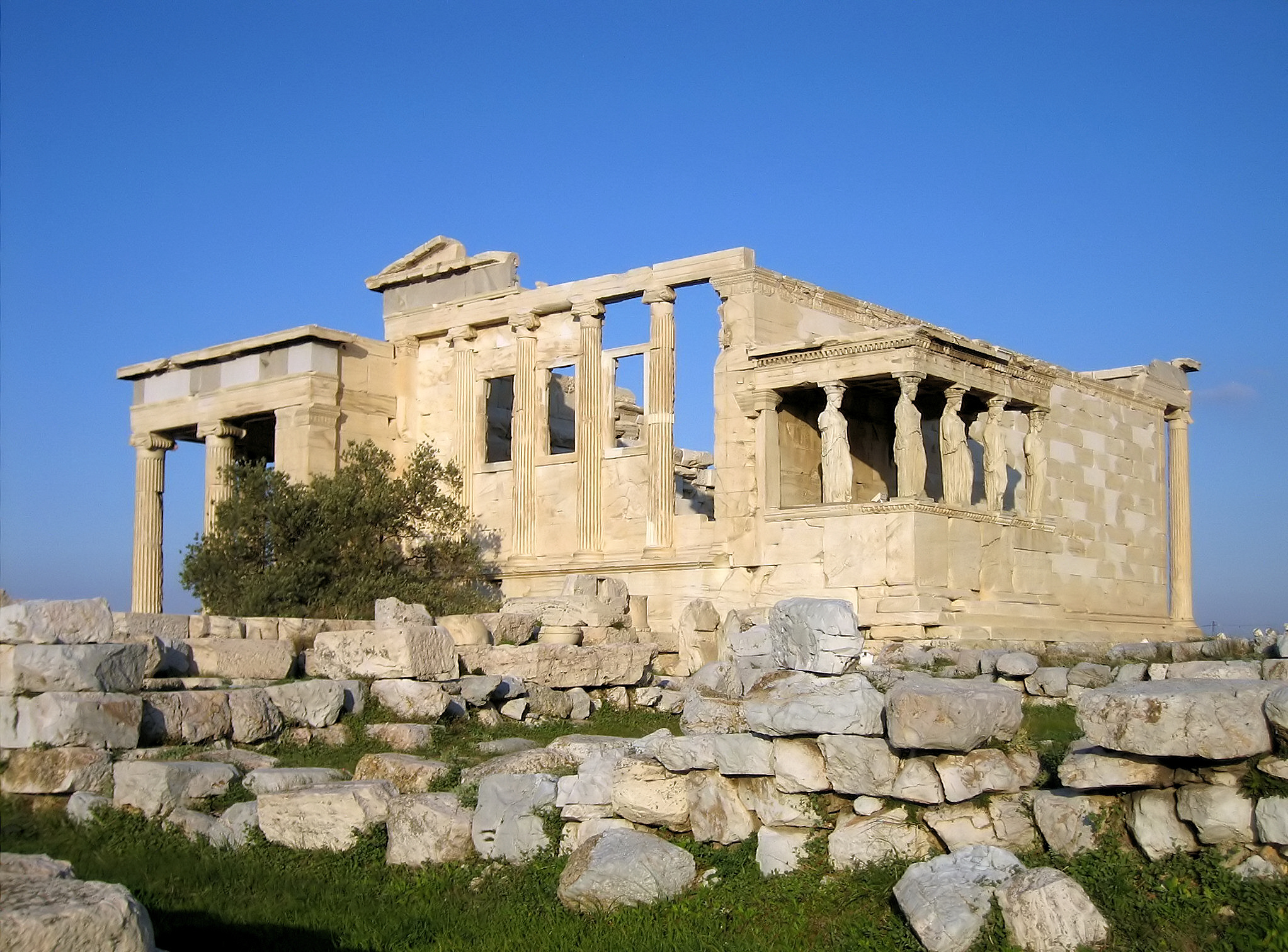
Ерехтейон та портик Каріатид
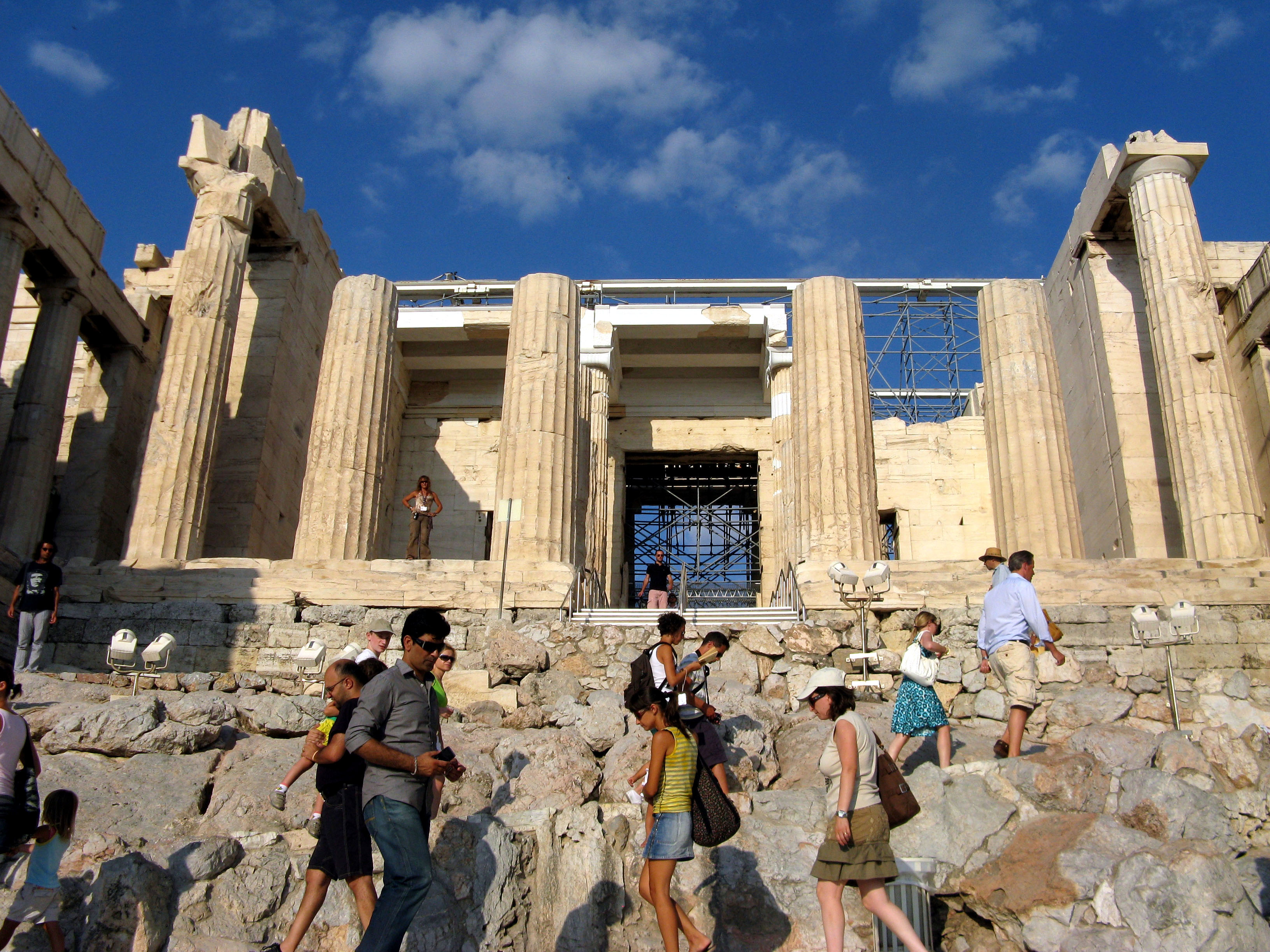
Вхід в Акрополь
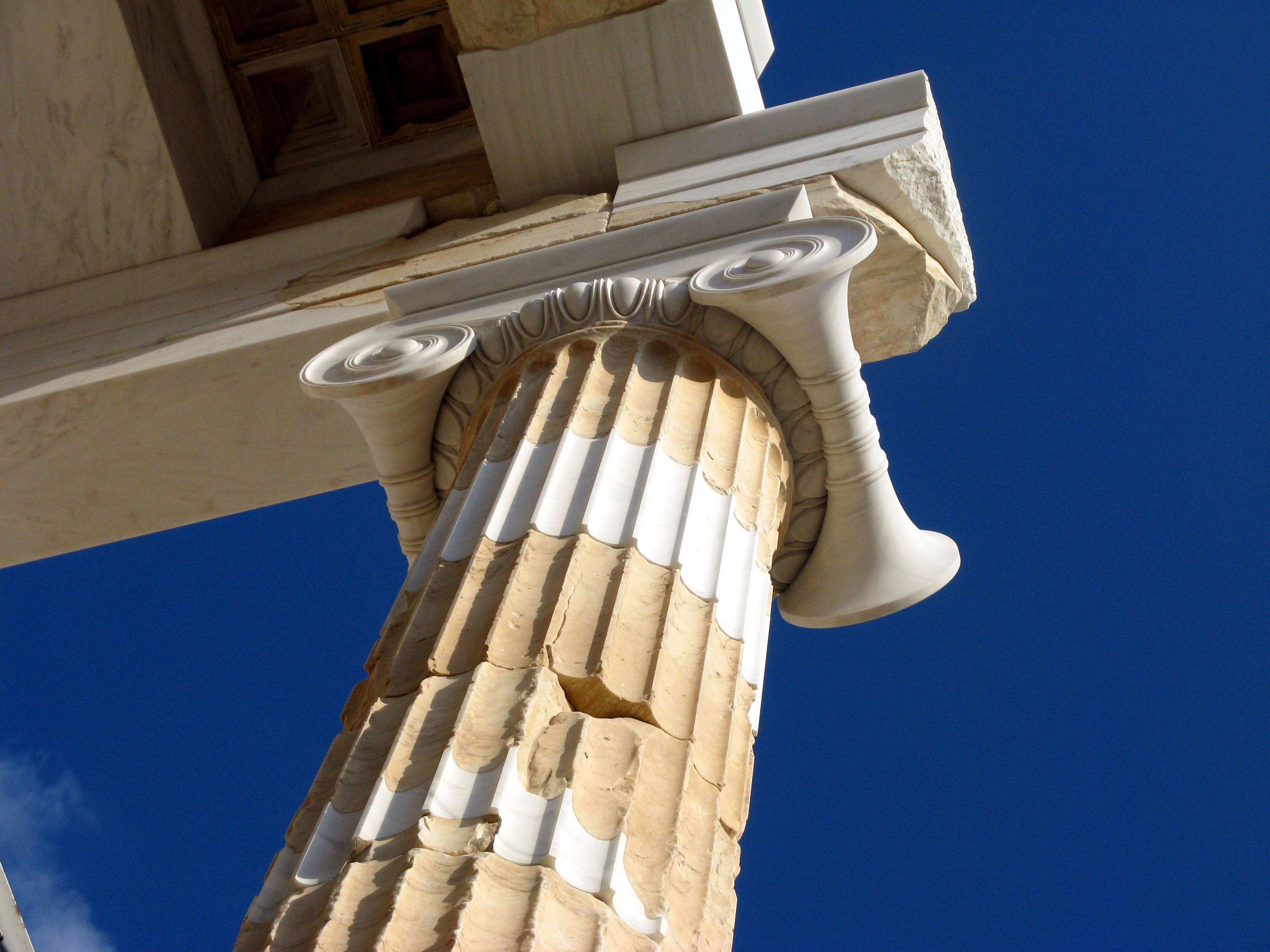
Відреставрована  іонічна колона на вході в Афінський Акрополь.
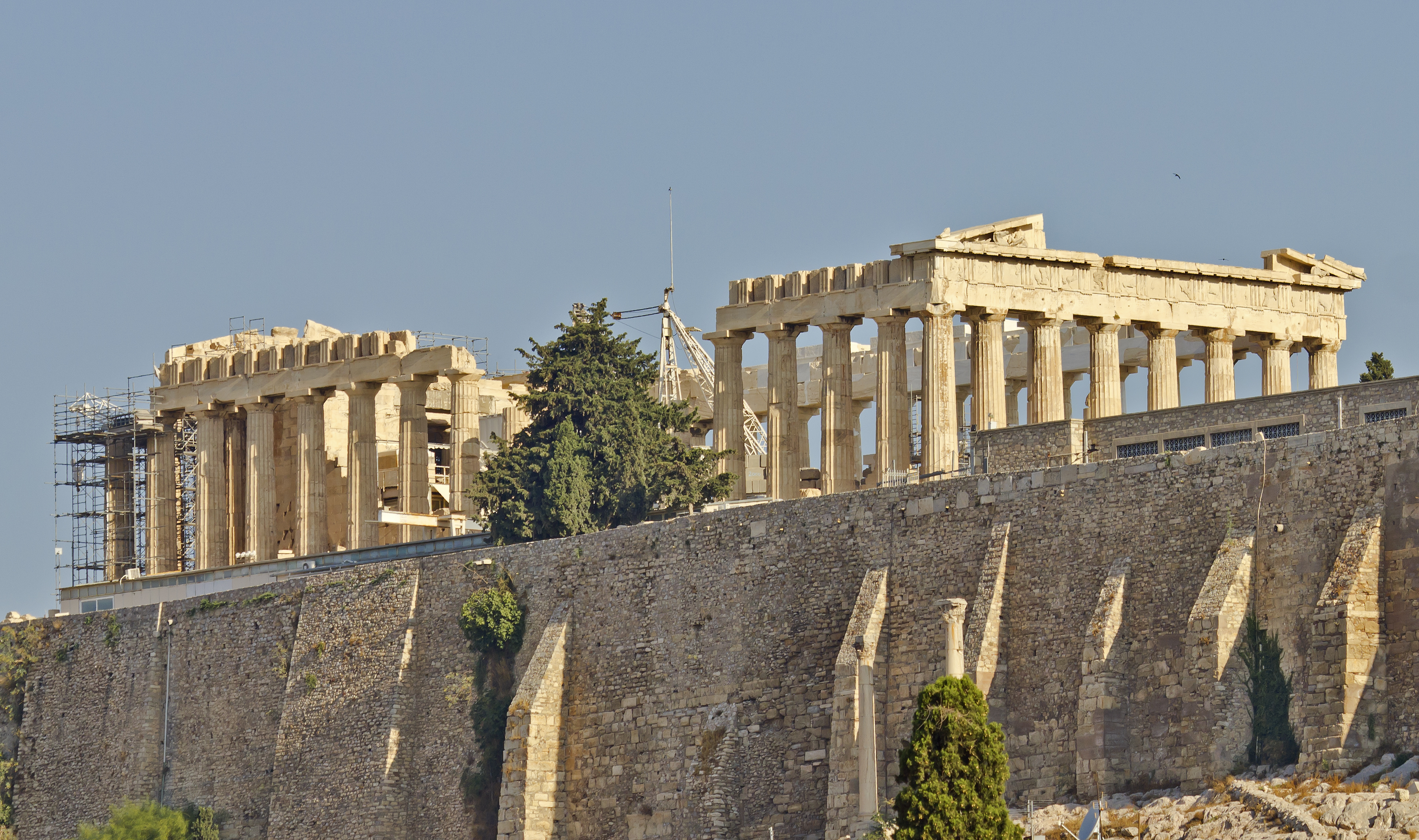
Парфенон
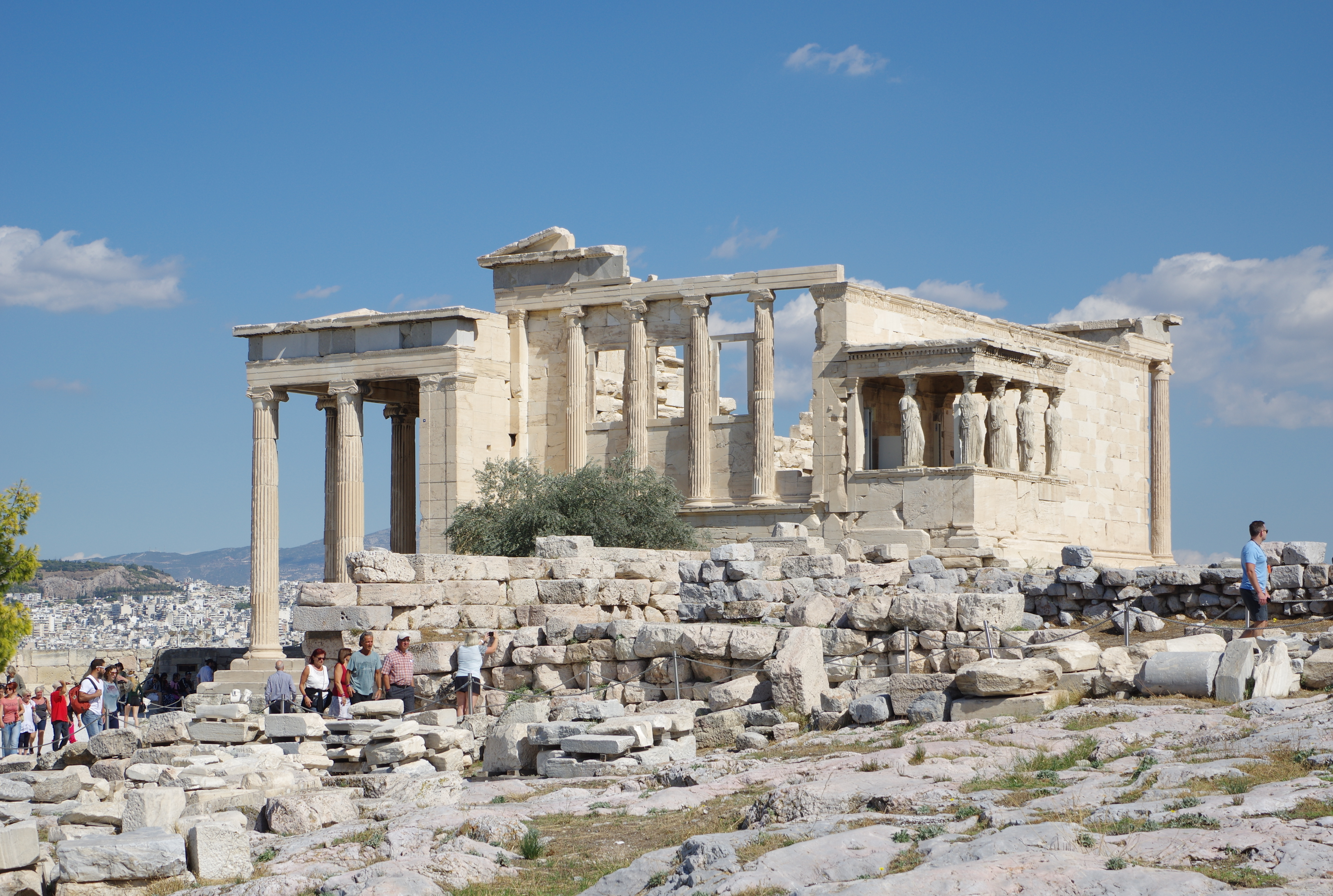
Ерехтейон, південно-західна сторона

## Римська доба
На початку IV століття до н. е. цар Пергама Евмен II встановлює квадригу на високому постаменті (відомий як Постамент Агріппи) поруч із Пінакотекою. У римський період на Афінському акрополі на схід від Парфенона був побудований невеликий круглий моноптерний (без вівтарної частини) храм на честь обожнюваної Роми (Риму) та першого римського імператора Октавіана Августа (63 до н. е. — 14 н. е.).
Після тисячі років своєї історії 465 р. статуя була вивезена у Константинополь як трофей. 1203 р. вона була знищена натовпом марновірних християн під час Четвертого хрестового походу. Деякі інші споруди Афінського акрополя спіткала така ж доля: вони були назавжди зруйновані. Серед них Халькотека, храм Пандроси, капище Пандіона, храм богині Артеміди Бравронейон.

## Візантійська та османська доба
За візантійської доби стають християнськими храмами Ерехтейон та Парфенон, останній мав назву Собор святої Софії. 1205 року Афінами заволоділи франки (хрестоносці), і герцоги Делароші (фр. De La Roche) і влаштували у Пропілеях та у Пінакотеці свою резиденцію. Парфенон в цей час стає кафедральним собором — Нотр-Дам де Афіни.
1456 року Афіни завойовує Османська імперія, армією на чолі із Омаром Тураханом, одним з найталановитіших полководців Мехмеда Завойовника. Парфенон перетворюється на мечеть, Ерехтейон — на гарем турецького коменданта. У 1687 р. венеційська армія взяла в облогу Акрополь, постійно обстрілюючи його. Один зі снарядів потрапив просто в Парфенон, який на той час використовували як пороховий склад. Це привело до колосального вибуху, храм був зруйнованим. У тому ж році храм Ніки Аптерос був розібраний турками на складові мармурові блоки, які вони використовували для зміцнення бастіону. Частину Пропілеїв також знищено вибухом.

## Сучасна історія
1801 р. британський посол у Константинополі лорд Томас Брюс Ельджин (1811–1863), отримав дозвіл султана зробити креслення та створити копії стародавностей Афінського акрополя. Натомість відбулось масштабне вивезення мистецької спадщини Стародавньої Греції. Тепер ці твори зберігаються в Британському музеї. В результаті військових дій Грецької національно-визвольної війни проти турецьких завойовників, що почалася в Греції 1821 р., деякі будівлі Акрополя значно постраждали (частина Ерехтейона була зруйнована). Після здобуття Грецією незалежності і проголошення Афін столицею, Акрополь передається під опіку держави. Знищуються мінарет над Парфеноном, турецькі зміцнення Пропілей, відновлюється храм Ніки Аптерос (1834–1838), проводяться розкопки, в результаті яких знайдено велику кількість творів архаїчних архітектури та скульптури, вони експонувались в Музеї Акрополя. З 1898 до другої світової війни проводились масштабні реставраційні роботи. Нині всі вцілілі стародавності Афінського акрополя представлені у Новому музеї Акрополя.
Від 1987 року Афінський акрополь визнаний об'єктом Світової спадщини ЮНЕСКО, сама ж організація ЮНЕСКО використовує стилізоване зображення Парфенона у своєму логотипі. Уряд Греції з 1983 року веде поки що безуспішні переговори з Британським музеєм щодо повернення скульптур.
Під час страйків і загальнонаціональних акцій протесту 2010 року всередині жовтня майже на 2 дні Афінський акрополь був заблокований близько 300 працівниками міністерства культури Греції, і таким чином «визволяти» пам'ятку довелося грецькій поліції, внаслідок чого відбулася жорстка сутичка, в тому числі із застосуванням сльозогінного газу.

### План Афінського акрополя
1. Парфенон
2. Гекатомпедон
3. Ерехтейон
4. Статуя Афіни Промахос
5. Пропілеї
6. Храм Ніки Аптерос
7. Елевсініон
8. Святилище Артеміди Бравронської або Бравронейон
9. Халкотека
10. Пандросейон
11. Аррефоріон
12. Вівтар Афіни
13. Святилище Зевса Поліада
14. Святилище Пандіона
15. Одеон Ірода Аттичного
16. Стоа Евмена
17. Святилище Асклепія обо Асклепіон
18. Театр Діоніса
19. Одеон Перикла
20. Теменос Діоніса
21. Аглаурейон

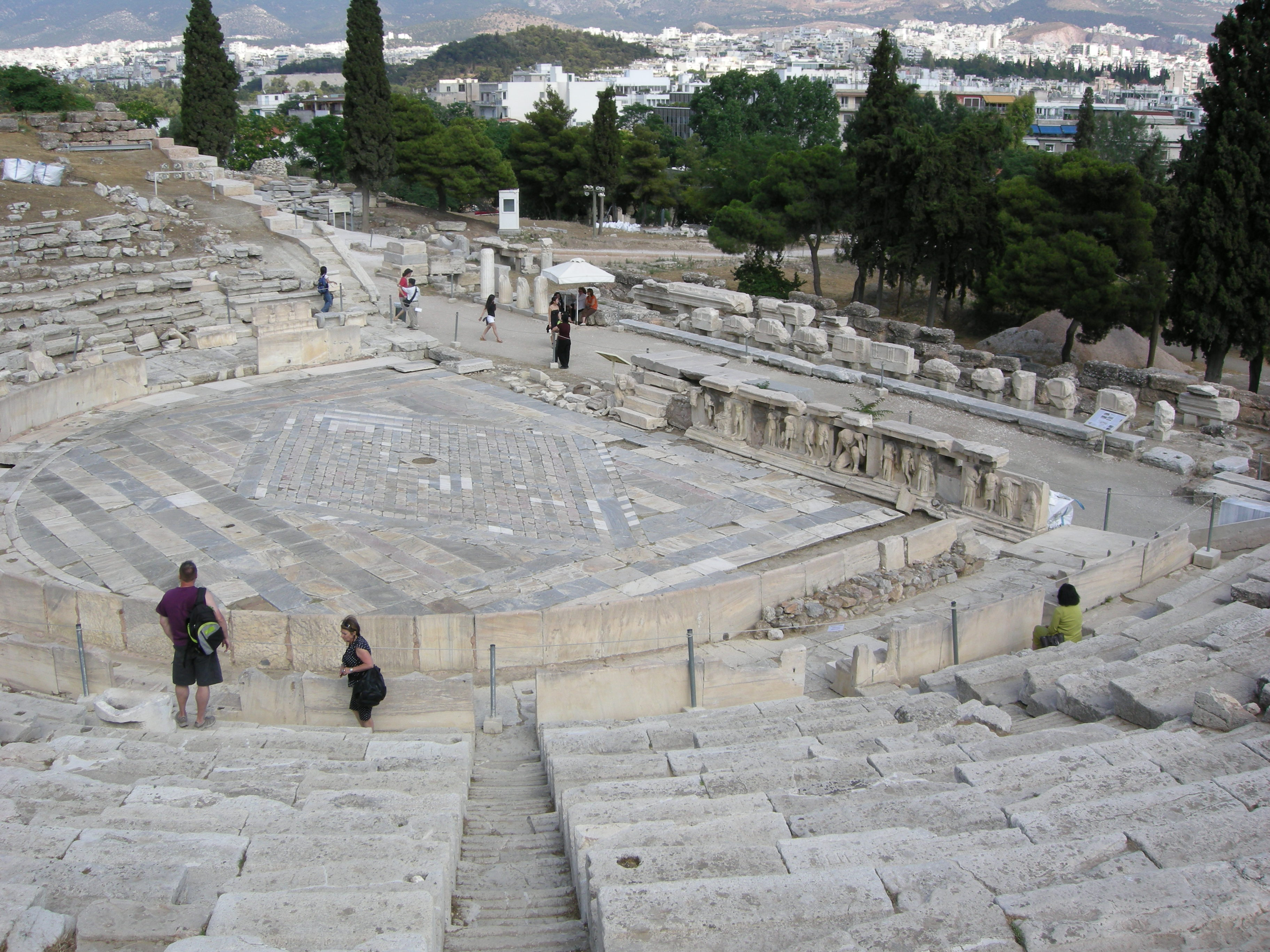
Театр Діоніса
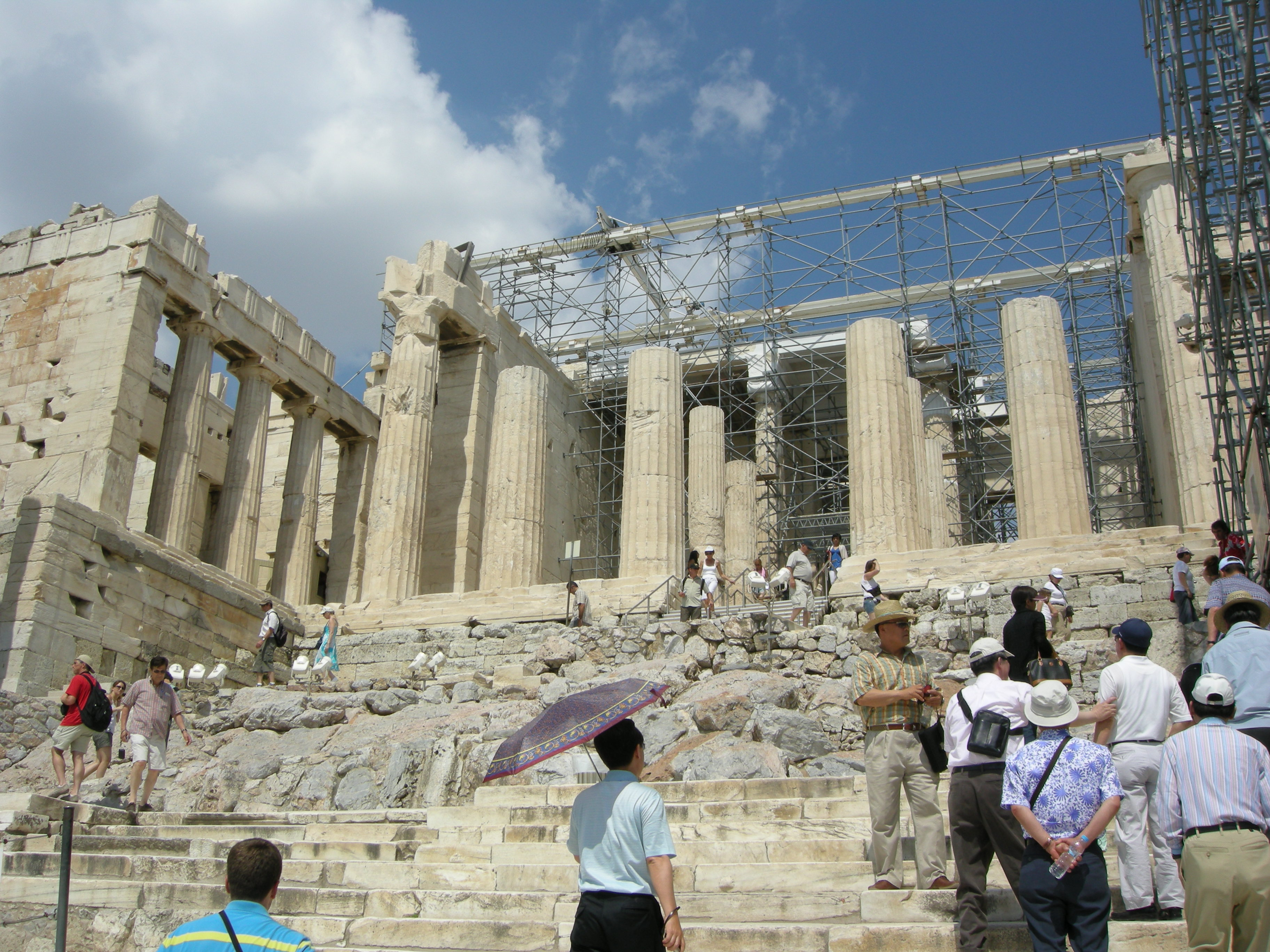
Пропілеї
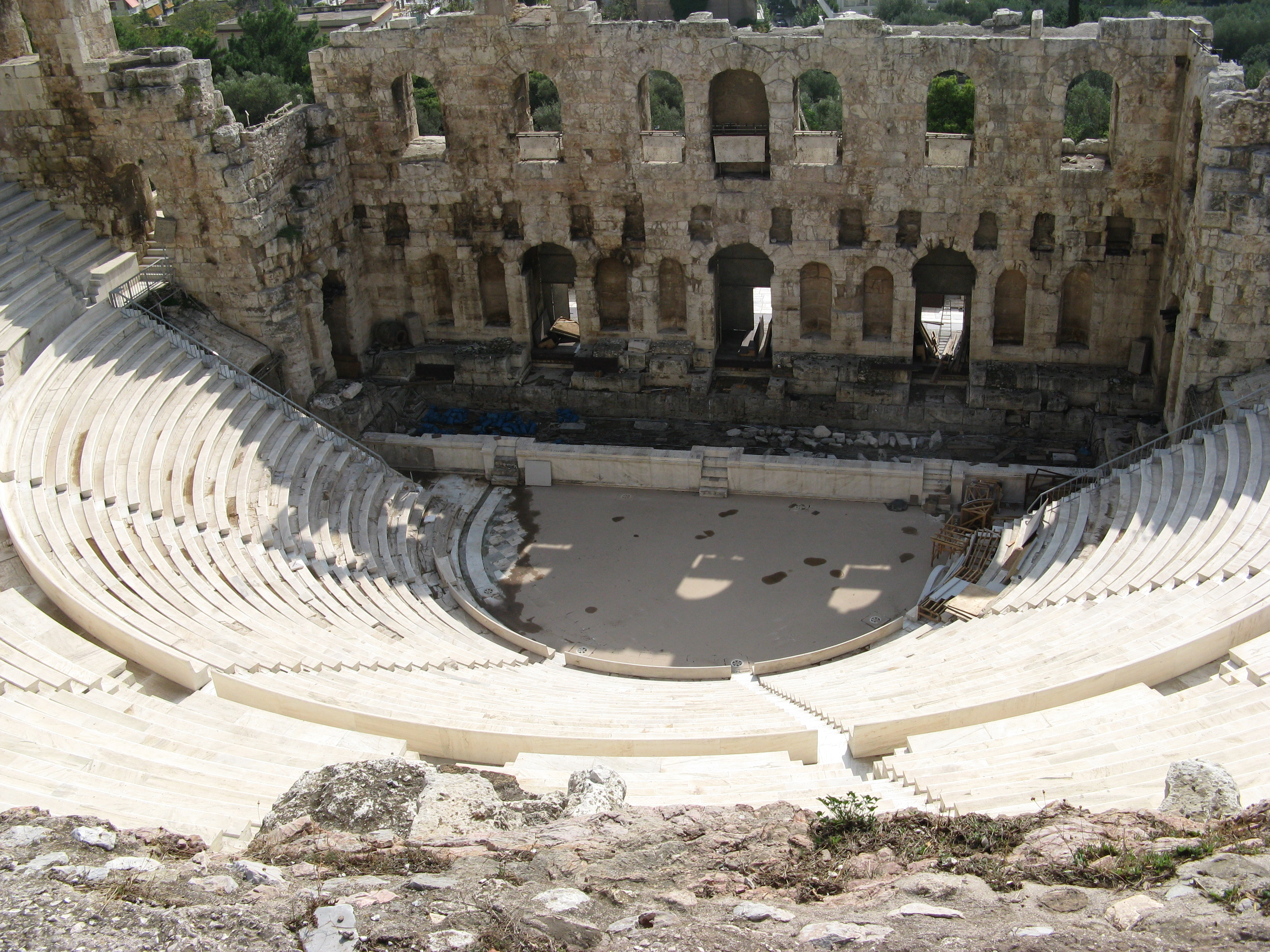
Одеон Ірода Аттичного